# Peter Harting
Peter Harting (* 1951 in Schweinfurt) ist ein deutscher Schauspieler und Synchronsprecher.

## Leben
Harting hatte seine erste Fernsehrolle in dem Film Ich von 1968. Er genoss seine Ausbildung an der Schauspielschule Zerboni in München. Seit 1972 ist er Ensemblemitglied am Düsseldorfer Schauspielhaus. 1984 spielte er die Figur Hermann Simon in Heimat – Eine deutsche Chronik. Er ist seit den 1980er-Jahren auch Synchronsprecher, darunter bei japanischen Anime-Serien wie Blue Exorcist.

## Filmografie (Auswahl)
- 1984: Heimat – Eine deutsche Chronik
- 1997: Praxis Dr. Hasenbein
- 2005: Reblaus
- 2008: 2er ohne
- 2008: Wilsberg: Interne Affären
- 2009: Tannöd
- 2011: Das unsichtbare Mädchen
- 2012: Donna Leon (Fernsehreihe, Folge: Schöner Schein)
- 2012: Tatort: Keine Polizei
- 2012: Töte mich
- 2013: Ein Fall für zwei (Fernsehserie, Folge: Unterm Lindenbaum)
- 2013: Mord in Eberswalde
- 2014: Sternstunde ihres Lebens
- 2014: Fritz Lang
- 2015: Meuchelbeck (Fernsehserie, Folge: Hier und weg)
- 2015: SOKO Köln (Fernsehserie, Folge: Bickendorfer Büdchen)
- 2015: Die Akte General
- 2017: Der Tod und das Mädchen – Van Leeuwens dritter Fall (Regie: Hans Steinbichler)
- 2017–2019: Professor T. (Fernsehserie)
- 2022: Horst Lichter – Keine Zeit für Arschlöcher